# Visolotto
Visolotto je hora vysoká 3348 m n. m., nacházející se v Kottických Alpách nedaleko italského městečka Paesana (kraj Piemont). Tvoří ji tři vrcholy, od západu k východu Picco Lanino (3348 m), Picco Coolidge (3340 m) a Picco Montaldo (3344 m). Od nedaleké hory Monte Viso, nejvyššího vrcholu Kottických Alp, je oddělena skalním útvarem Cadreghe di Viso. Hora má tvar pyramidy s příkrými stěnami a je obtížně zdolatelná, jako první na vrcholu stanuli v roce 1875 Felice Montaldo, Antonio Castagneri a Francesco Perotti, první zimní výstup uskutečnili v roce 1938 Pietro Ravelli s Marie a Emanuele Andreisovými. Návštěvníkům jsou určeny horské chaty Bivacco Carlo Villata, Rifugio Viso a Rifugio Vallanta.